# 克莱蒙区
克莱蒙区（法語：arrondissement de Clermont）是法国瓦兹省所辖的一个区。总面积1141.7平方公里，总人口130298，人口密度114人/平方公里（2018年）。主要城镇为克莱蒙。

## 辖区
克莱蒙区辖有146个市镇。